# Stratone di Lampsaco
Stratone di Lampsaco (in greco antico: Στράτων ὁ Λαμψακηνός?, Strátōn ho Lampsakēnós; 335 a.C. circa – 274 a.C. circa) è stato un filosofo e scienziato greco antico.

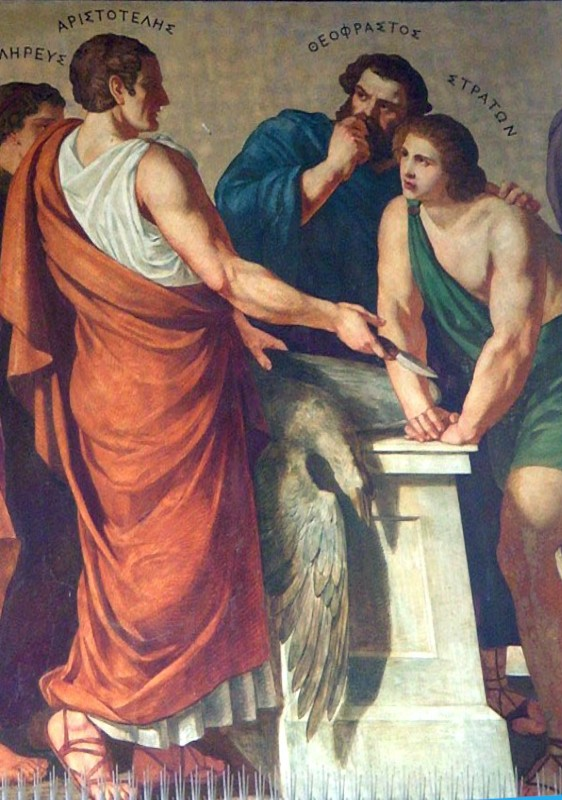
Mosaico raffigurante Aristotele, Teofrasto e Stratone

Succedette nel 287 a.C. a Teofrasto come scolarca al Peripato. Fu detto "il fisico", per i suoi interessi naturalistici e per la rielaborazione della dottrina aristotelica alla luce di alcune influnenze provenienti dall'atomismo.

## Biografia
Originario della città di Lampsaco, posta sulla riva sud dello stretto dei Dardanelli, Stratone studiò ad Atene, dove fu allievo di Teofrasto. Verso il 300 a.C. fu chiamato ad Alessandria d'Egitto come precettore del futuro Tolomeo II Filadelfo, carica che occupò fino al 294 a.C. 
Venne anche chiamato a consolare la moglie di Tolomeo II, Arsinoe, per un lutto subìto.
Ad Alessandria conobbe Aristarco di Samo, che divenne suo allievo. Dopo la morte di Teofrasto, verso il 288 a.C. ritornò ad Atene per succedergli alla guida del Liceo. Diresse la scuola fino alla morte, avvenuta verso il 269 a.C. Diogene Laerzio ci ha trasmesso i titoli di una cinquantina di opere, delle quali abbiamo scarsi frammenti e testimonianze. Per il suo interesse ai fenomeni naturali fu detto Il Fisico.

## Teorie di Stratone sul vuoto
Tra gli argomenti sui quali Stratone dissentì dal suo caposcuola vi fu quello del vuoto, la cui esistenza Aristotele aveva negato. Le teorie di Stratone sul vuoto furono importanti per la nascente scienza della pneumatica, alla quale si pensa abbia dato importanti contributi. Hermann Diels ha avanzato l'ipotesi che l'introduzione, di carattere teorico, della Pneumatica di Erone di Alessandria usi Stratone come fonte essenziale.

## Caduta dei gravi
Un altro argomento studiato da Stratone di grande interesse per la storia della scienza (sul quale siamo informati da Simplicio) è l'accelerazione dei gravi in caduta. Stratone aveva dedotto l'accelerazione dei gravi, con un ingegnoso argomento, dalla forma di un filo d'acqua in caduta libera. In effetti poiché il flusso è costante attraverso tutte le sezioni orizzontali del filo, al restringersi del filo verso il basso (che è facilmente osservabile) deve corrispondere un aumento di velocità.

## Parentela fra umani e animali
Sviluppando idee già anticipate da Teofrasto, Stratone affermava che ogni essere vivente fornito di percezione e di sensibilità, ovvero ogni animale, è dotato anche di mente, riconoscendo così una comunanza fra umani e animali. Tale tesi verrà ripresa, con riferimento esplicito a Stratone, da Plutarco nel De sollertia animalium e da Porfirio nel De abstinentia a sostegno delle capacità intellettive degli animali.